# Michalis Chrisochoidis
Michalis Chrisochoidis, grec. Μιχάλης Χρυσοχοΐδης (ur. 31 października 1955 w Nisi w prefekturze Imatia) – grecki polityk i prawnik, deputowany, minister w różnych resortach.

## Życiorys
Ukończył studia prawnicze na Uniwersytecie Arystotelesa w Salonikach, po czym praktykował jako prawnik. W 1974 dołączył do Panhelleńskiego Ruchu Socjalistycznego. W 1982 stanął na czele PASOK-u w rodzinnej prefekturze, w 1990 został członkiem komitetu centralnego partii. W połowie lat 90. wszedł w skład władz Partii Europejskich Socjalistów. Od 1987 do 1989 pełnił funkcję prefekta prefektury Karditsa. W czerwcu 1989 po raz pierwszy został posłem do Parlamentu Hellenów. Z powodzeniem ubiegał się o reelekcję w dziesięciu kolejnych wyborach (w listopadzie 1989, 1990, 1993, 1996, 2000, 2004, 2007, 2009, maju 2012 i czerwcu 2012).
W lipcu 1994 objął pierwsze stanowisko rządowe jako wiceminister handlu. W styczniu 1996 przeszedł na funkcję wiceministra rozwoju i handlu. Od lutego 1999 do lipca 2003 był ministrem porządku publicznego u Kostasa Simitisa. W okresie jego urzędowania doszło do licznych aresztowań członków terrorystycznej Organizacji Rewolucyjnej 17 listopada, która w 2002 przestała istnieć. W październiku 2009 Michalis Chrisochoidis stanął na czele tego samego resortu (ówcześnie pod nazwą ministerstwo ochrony obywateli) u Jorgosa Papandreu, kierował nim do września 2010. W tym czasie nastąpiły aresztowania działaczy terrorystycznej grupy Walka Rewolucyjna.
Michalis Chrisochoidis był następnie ministrem rozwoju, konkurencyjności i żeglugi w tym samym rządzie oraz w gabinecie Lukasa Papadimosa. Później w tym ostatnim od marca do maja 2012 ponownie zajmował stanowisko ministra ochrony obywateli. W lipcu 2013 w koalicyjnym rządzie Andonisa Samarasa objął urząd ministra infrastruktury i transportu, który sprawował do stycznia 2015.
Nawiązał później współpracę z Kiriakosem Mitsotakisem z Nowej Demokracji. W lipcu 2019 w jego nowym gabinecie kolejny raz został ministrem ochrony obywateli. Przyjęcie tej nominacji skutkowało wykluczeniem go z PASOK-u. Urząd ministra sprawował do sierpnia 2021. Związał się również z partią premiera – Nową Demokracją. Z jej ramienia w wyborach w maju 2023 uzyskał mandat deputowanego (reelekcja w czerwcu 2023). W czerwcu 2023 w nowo powołanym drugim rządzie Kiriakosa Mitsotakisa objął stanowisko ministra zdrowia. W styczniu 2024 przeszedł na urząd ministra ochrony obywateli.